# Верхняя одежда
Верхняя одежда — группа товаров, объединённых по общему признаку «предметы одежды для ношения на улице». Верхняя одежда обычно надевается поверх нательного белья («нижней одежды»), корсетных изделий и/или одежды из костюмно-платьевой группы. Верхняя одежда имеет как эстетическую, так и утилитарную роль (защиту от климатических воздействий).

## В культуре
Различия между нижней и верхней одеждой отражают разделение личного и общественного пространств.
На практике, верхняя одежда очень разнообразна; чёткая граница между верхней (уличной) одеждой и одеждой для дома (например, исторической «горничной одеждой» у восточных славян или современной англ. loungewear в западной культуре) часто отсутствует. Некоторые авторы используют термины «верхняя уличная одежда», «верхняя домашняя одежда».
Понятие о том, что является верхней одеждой, варьирует с культурой. Яркие примеры — кимоно у японцев, налобная повязка у американских индейцев, саронг, африканские головные уборы.

### Классовые и религиозные различия
Жёсткие ограничения на верхнюю одежду налагает ислам: на людях должен быть прикрыт аврат; в домах жёстко выделяется пространство, где верхняя одежда не обязательна (тем самым предназначенное только для близких родственников) и более публичные части дома, где в верхней одежде можно принимать гостей.

## История
В античные времена различие между нижней и верхней одеждой было слабым: гиматий, тога, стола все использовались как домашняя и уличная одежда, с дополнительными слоями или накидкой-лацерной в случае сырой или холодной погоды. Туники и набедренные повязки, которые обычно носились под другой одеждой, в определённых ситуациях мужчины могли носить сами по себе. В III—IV веках нашей эры вошло в обычай носить две туники, внутреннюю с длинными рукавами и внешнюю — с короткими. Военные имели более развитую верхнюю одежду: плащи палудаментум и сагум, накидку-пенулу
, различные типы тёплой верхней одежды носили также жители северных провинций.
В Средневековье продолжилось позднеримское использование толстой туники как верхней одежды с поддетой под неё туникой из более тонкой ткани; в течение XIV века туники стали подгоняться по фигуре и перешли в дублеты.
Дифференциация нижней и верхней одежды ускорилась в XVIII веке, когда в культуре чётко оформилась граница между личным и общественным.